# Vall de Cabanes
La vall de Cabanes és una vall d'origen glacial dels Pirineus que desguassa al vessant meridional de la vall de la Bonaigua. Es troba dintre de la zona perifèrica del Parc Nacional d'Aigüestortes i Estany de Sant Maurici. És una vall amb una marcada forma d'embut, i té una direcció rectilínia sud-nord. Excepte en la seva obertura pel nord a la vall de la Bonaigua, la vall està rodejada d'una carena continua d'altes muntanyes, entre les quals destaca el Montsaliente de 2.883 metres d'altitud i els pics de Bassiero amb 2.904 metres.
És una de les poques valls verges de la zona, no havent patit obres hidroelèctriques. Als peus de la vall, entre els 1.450 i els 1.700 metres d'altitud es troba el bosc del Gerdar, part de la Mata de València, una de les grans avetoses de l'Europa Occidental.
La vall està inclosa en el terme municipal d'Alt Àneu, a la comarca del Pallars Sobirà.

## Geografia

### Cims, serres i colls
En el sentit de les agulles del rellotge, començant en el punt més al nord i a l'est, es troben els següents elements geogràfics:

#### Vessant oriental (E)

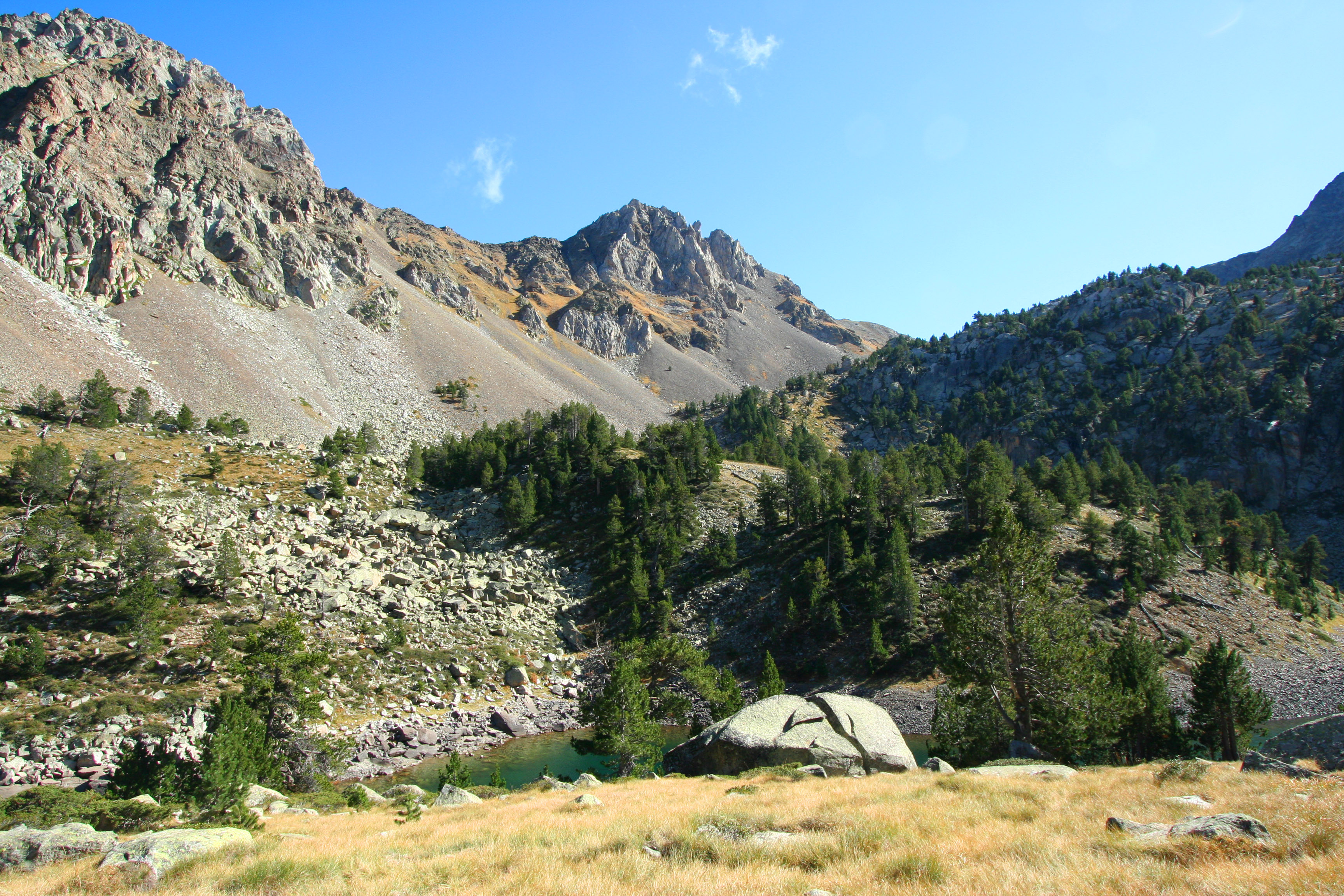
Pics del Tésol i Rocablanca des de l'estany Llong de Cabanes

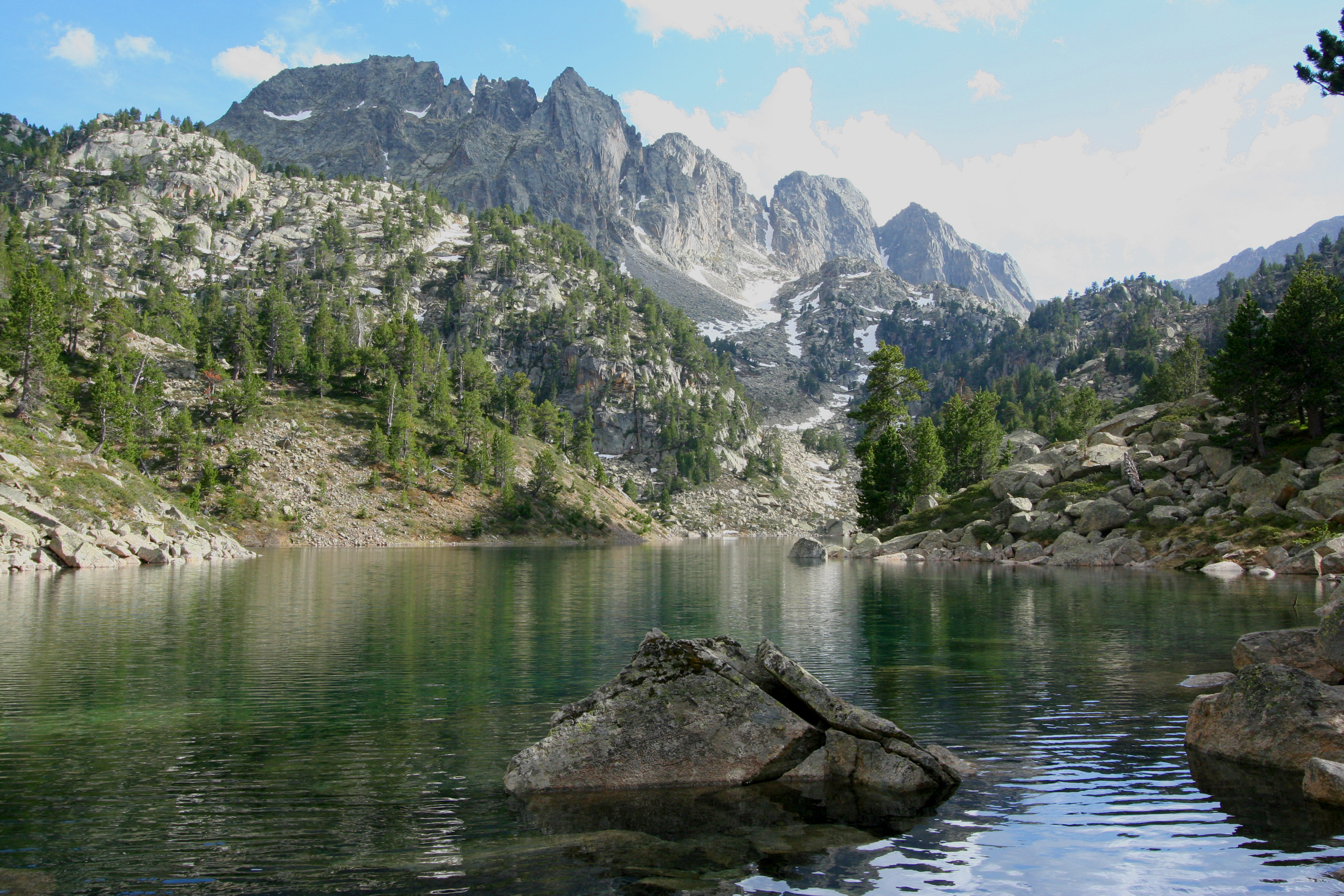
Serra de les Agudes des de l'estany Llong de Cabanes

El vessant oriental separa la vall de Cabanes de la vall formada al voltant de les Planes de Son. Està composta per una sèrie de pics per sobre els 2.500 metres amb alguns colls que permeten el pas entre les dues valls. L'extrem nord de la vall de Cabanes resta obert a la vall de la Bonaigua. L'extrem de l'embut forma un petit pla que es coneix com la Bonaigua de Baix, punt situat a 1.439 metres d'altitud i on creua la carretera C-28. A partir d'aquest indret, la vall guanya alçada ràpidament en direcció sud, i es troben els següents elements geogràfics:
- Plans de Breviari, planúries situades a 1.842 metres d'altitud.
- Cap de la Pala del Tèsol, de 2.508 metres.
- Tesò de Son, pic de 2.700 metres.
- Coll de Son, de 2.585 metres. Coll només en el nom.
- Pic de Rocablanca, de 2.693 metres.
- Pinetó, cim arredonit de 2.647 metres.

#### Vessant meridional(S)
El vessant meridional dona a la vall del riu Escrita i la vall de Ratera. Té els següents accidents geogràfics:
- Coll del Pinetó, a 2.553 metres d'altitud.
- Pic Oriental del Pinetó, de 2.626 metres.
- Pic de les Agudes, de 2.707 metres, punt d'inici oriental de la Serra de les Agudes, la qual té un longitud de 2.300 metres.
- Coll de Pui Pla.
- Pui Pla, pic de 2.825 metres. Marca el límit occidental de la Serra de les Agudes.
- Montsaliente, pic de 2.890 metres.
- Port de Sant Maurici. Pas utilitzat per transitar de la vall de Cabanes a la vall de Ratera.
- Coll de la Coma de l'Abeller.
- Pics de Bassiero. És una sèrie de pics, el major de 2.892 metres d'altitud, i crestes donant lloc a quatre vessants. Dues cap al sud, separades per la cresta de Bassiero, que s'uneixen a l'estany de Ratera; una cap al nord-est, la de la vall de Cabanes, i al nord-oest, la vall de Gerber.

#### Vessant occidental (O)

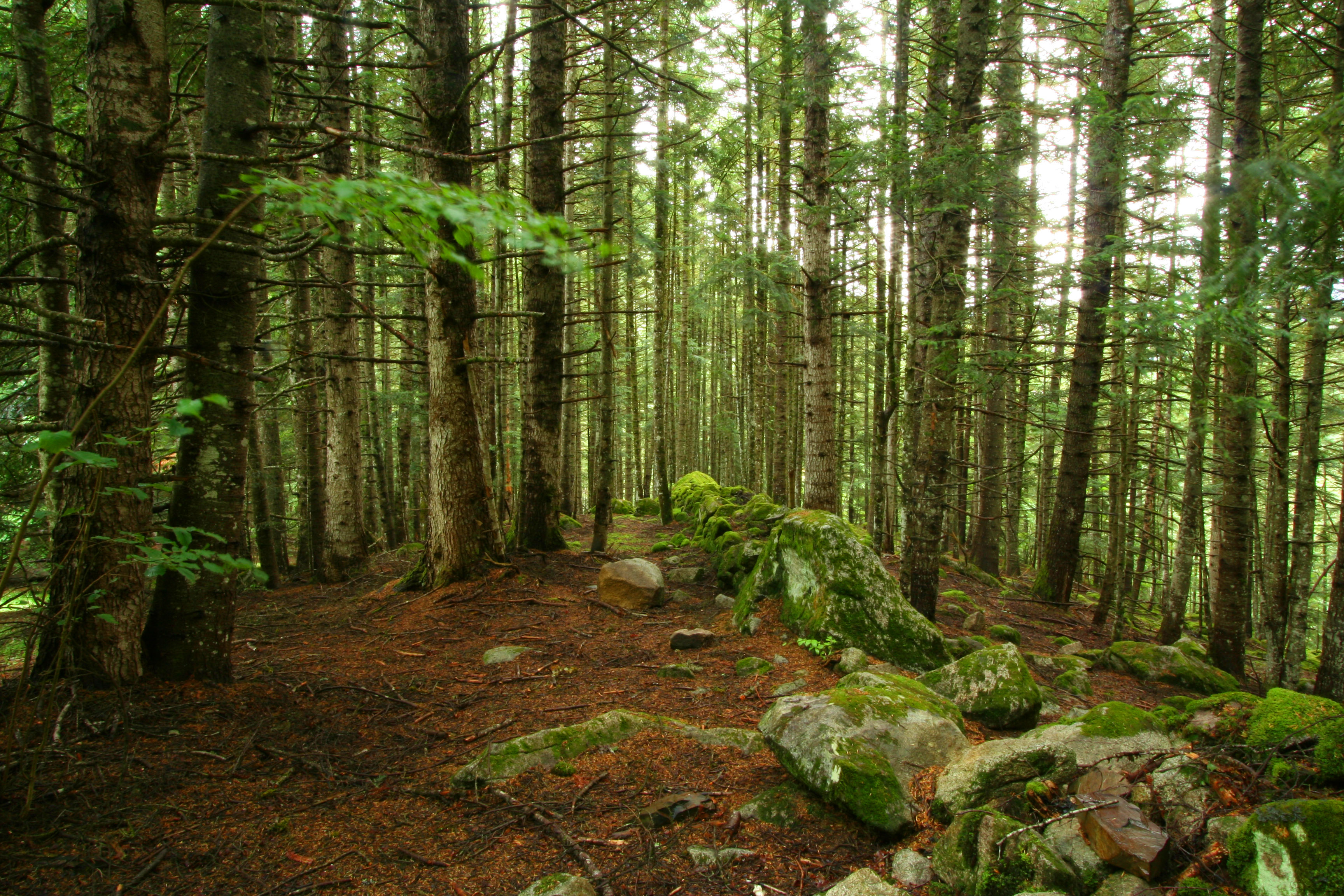
Bosc del Gerdar

La carena occidental separa la vall de Cabanes de la de Gerber. És una carena força crestejada, que conté un conjunt de alts pics, els més prominents dels quals són els següents:
- Coll de Bassiero, situat a 2.777,6 metres d'altitud. Permet el pas entre la vall Cabanes i la vall de Gerber.
- Los Tres Puis, de 2.824 metres.
- Pic de Xemeneies, de 2.828 metres.
- Coll de Xemeneies, a 2.572 metres. Comunica la vall de Gerber amb la tartera de les Pales de Nollerme de la vall de Cabanes.
- Pui de la Bonaigua, de 2.778 metres. És un dels pics més visibles de la vall de la Bonaigua.
- Costa Solana. Pendent que va perdent alçada fins a tocar la riba del riu de la Bonaigua.

#### Límit septentrional (N)
La vall de Cabanes desemboca pel nord sobre a la vall de la Bonaigua, sobre el veïnat de La Bonaigua de Baix, que pertany al terme municipal d'Alt Àneu.

### Estanys i Rius
El sól granític de la vall permet la formació de diversos estanys, entre els quals destaquen els de Bassiero, Blau, Xemeneia, Bou i els de Llong de Cabanes i Negre de Cabanes, ja inclosos dintre del límit forestal.
Al Clot de Cabanes, situat a l'extrem sud de la vall, neix el riu de les Abadies, que desemboca a l'estany Negre de Cabanes. En una coma situada més a l'est neix el riu de Cabanes, que rep les aigües de l'emissari de l'estany Negre de Cabanes per l'esquerra i acaba sent tributari del riu de la Bonaigua.

## Excursions i travesses

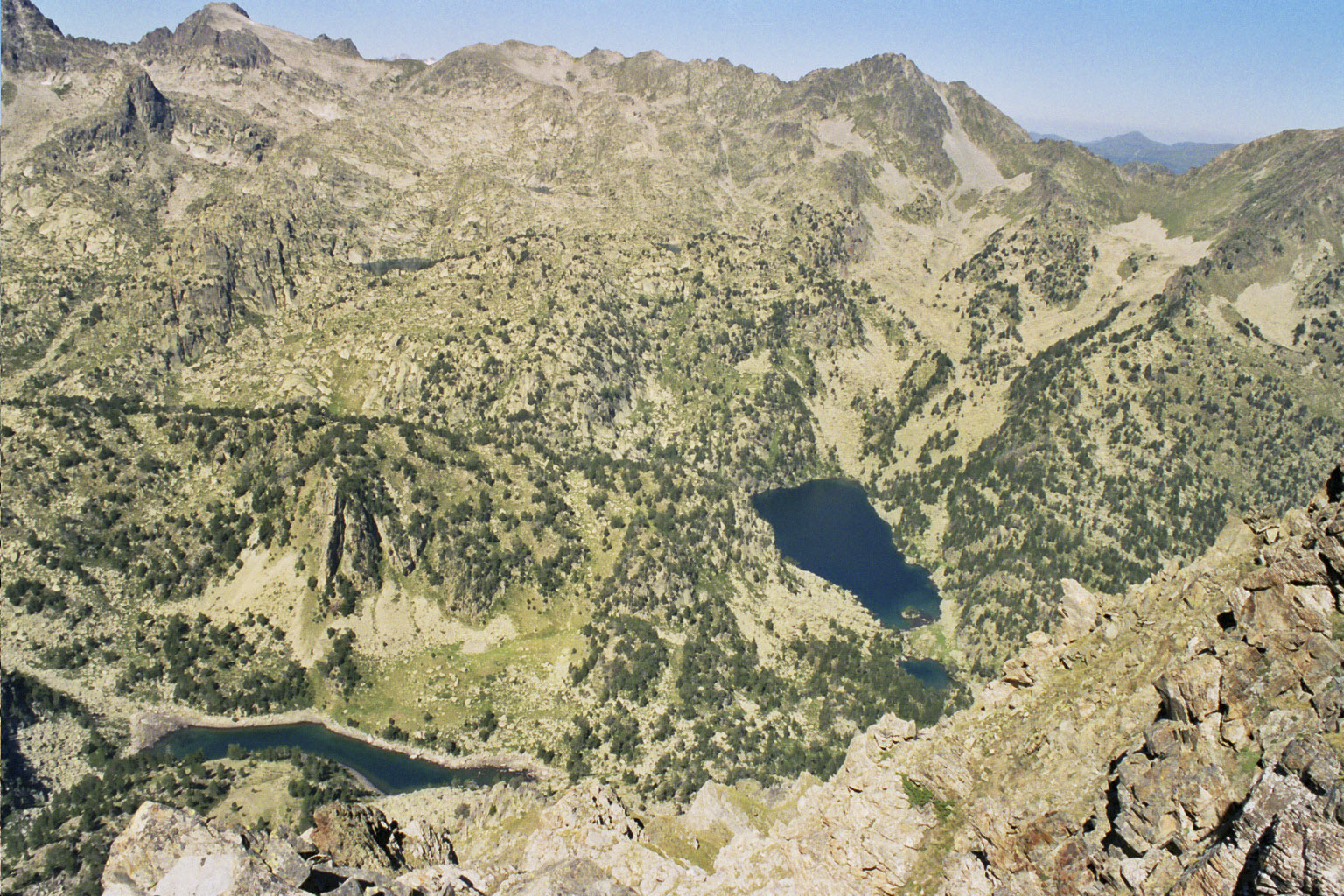
Vall de Cabanes des del Tesó de Son (imatge amb anotacions)

### Refugi del Gerdar
Als peus de la vall de Cabanes, al costat de l'antiga carretera que serpentejava la vall de la Bonaigua, hi ha el refugi del Gerdar. És un refugi guardat, sense places lliures.

### Senderisme
Un corriol recorre la vall de nord a sud, amb dues desviacions: cap a l'oest puja fins al coll de Bassiero, per dirigir-se a la vall de Gerber. I cap a l'est puja fins al Pinetó, per carenejar per la Serra del Pago cap el refugi del Pla de la Font. A baixa cota (1.875 metres) un altre desviament cap a l'est porta cap el Pla de Breviari i el Pas del Coro, cap a les Planes de Son.
Destaca també el camí de la Mata, procedent del poble de Son, apte per ciclistes BTT.

#### Carros de foc plus
Carros de foc és una travessa circular molt popular que passa per 9 refugis del Parc. En la versió plus s'afegeixen els de Pla de la Font i el Gerdar. Aquesta addició fa que el itinerari inclogui tot el recorregut de la vall de Cabanes, des del refugi del Gerdar fins al Port de Sant Maurici, per arribar al refugi d'Amitges.

## Impacte humà

### Edat del Bronze
A prop de l'estany de Xemeneies, s'han identificat diverses ocupacions arqueològiques al llarg del temps, la més antiga de les quals es troba al voltant dels anys 1691-1504 AC. Consisteix en un abric per a persones, ocupació que va deixar restes de fogueres i eines de sílex i quars.